# 建制派 (政治势力)
建制派是指支持主流与传统、主张维护现有体制的政治势力。这一术语用于描述控制政体或组织的统治集团或精英，可能存在于一个封闭的社会团体（该团体选择自己的成员），或在特定机构中根深蒂固的精英阶层。可以行使控制权的任何相对较小的阶级或人群都可以被称作“建制派”。相反，在社会学术语中，任何不属于“建制派”的人都可能被标记为与“局内人”相对的“局外人”。反威权主义和反建制意识形态质疑建制派的合法性，它们甚至将建制派对社会的影响视为反民主。
“建制派”这一概念可以追溯至美国思想家、文学家拉尔夫·沃尔多·爱默生（英語：Ralph Waldo Emerson）于1841年12月9日在波士顿共济会神庙发表的名为“保守派”（"The Conservative"）的演讲，他认为，保守主义从来没有把脚伸向前方，在它这样做的时候，它不是建制，而是改革。
现代意义上的“建制派”由英国记者亨利·菲尔利普及，1955年9月，他在伦敦《旁观者》杂志上将由知名的、有良好关系的人组成的网络定义为“建制派”。他写道：
|  | “建制派”不仅指公共权力中心——虽然他们肯定是其中的一部分——还指行使权力的整个官方和社会关系矩阵。除非公众认识到权力是在社会上行使的，否则便无法理解英国（更具体地说是在英格兰）的权力是如何行使的。 |

此后，“建制派”这个词迅速被伦敦各地的报刊杂志所采用，这令菲尔利名声大噪。《牛津英语词典》引用了菲尔利的专栏作为“建制派”一词的起源。这一术语很快在讨论许多其他国家的权力精英时变得很有用。它在许多其他语言中被用作借词。在美国社会学协会（American Sociological Association，ASA），“建制派”一词经常被那些抗议控制组织的小集团的人使用。1968年，一些美国学者组建了“社会学解放运动”（Sociology Liberation Movement，SLM），以否定美国社会学协会本身的领导地位，SLM称ASA为“美国社会学中的建制派”。

## 概念溯源
在1968年《纽约客》的一篇文章中，菲尔利（Henry Fairlie）称，他发明了现代政治意义上的“建制派”一词。不过，他将“建制派”一词的使用追溯到美国思想家、文学家爱默生在1841年的名为“保守派”的演讲中。菲尔利在1955年写到两名英国外交官失踪事件时，用“建制派”一词来指称那些有权有势的人。不过，菲尔利对这个概念的定义似乎并不明确。在他看来，这个词可以指称类似于总理这样的公共权力中心，也可以指其他各种有权势的人，包括英国广播公司的负责人和《泰晤士报文学增刊》（Times Literary Supplement）编辑。

## 美国
在美国政治中，就有“民主党建制派”（Democratic establishment）、“共和党建制派”（Republican establishment）的说法，指称这些政党内的传统与保守力量。

## 爱尔兰
在爱尔兰共和国，“官方爱尔兰”（Official Ireland）即爱尔兰“建制派”（The Establishment），它是一个广泛使用的术语，通常用来指称主流媒体、天主教会以及各政党中最有权势的人物。

## 香港及澳門
“建制派”一词也用于香港政治，与中国共产党和香港特别行政区政府合作并效忠于他们的政党、社区团体、商会、工会以及个人等都被贴上“亲北京”或“亲建制派” 的标签（多数通常是自我标榜）。这个词最早出现在2004年。